# Thames Tunnel

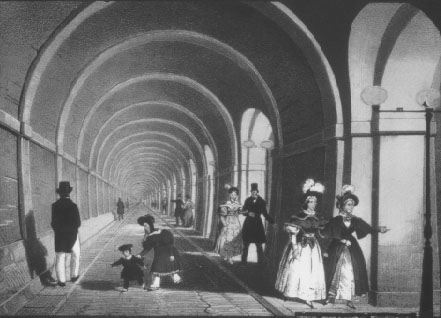
All'interno del Thames Tunnel a metà del XIX secolo

Il Thames Tunnel è un tunnel sotto il Tamigi a Londra, che collega Rotherhithe e Wapping. Misura 11 metri di larghezza è alto 6 metri alto e lungo 396 metri, correndo a una profondità di 23 metri sotto la superficie del fiume misurata con l'alta marea. È il primo tunnel noto per essere stato costruito con successo sotto un fiume navigabile e fu costruito tra il 1825 e il 1843 da Marc Brunel e suo figlio Isambard utilizzando lo scudo per tunnel appena inventato dall'anziano Brunel e Thomas Cochrane.
Il tunnel era stato originariamente progettato per le carrozze trainate da cavalli, ma venne utilizzato principalmente dai pedoni e divenne un'attrazione turistica. Nel 1869 venne trasformato in un tunnel ferroviario ad uso della East London Line che, dal 2010, fa parte della rete ferroviaria London Overground di proprietà di Transport for London.

## Storia e sviluppo

### Costruzione
All'inizio del XIX secolo, c'era un urgente bisogno di un nuovo collegamento terrestre tra le sponde nord e sud del Tamigi per collegare le banchine in espansione su ciascun lato del fiume. L'ingegnere Ralph Dodd tentò, senza successo, di costruire un tunnel tra Gravesend e Tilbury nel 1799.
Nel 1805-1809 un gruppo di minatori della Cornovaglia, tra cui Richard Trevithick, tentò di scavare un tunnel più a monte tra Rotherhithe e Wapping/Limehouse, ma fallì a causa delle difficili condizioni del terreno. I minatori della Cornovaglia erano abituati alla roccia dura e non modificarono i loro metodi per l'argilla morbida e le sabbie mobili del Tamigi. Questo progetto Thames Archway venne abbandonato dopo che il tunnel pilota iniziale era stato allagato due volte quando erano già stati scavati 305 metri su un totale di 366 metri. Misurava solo 61–91 cm per 1,5 metri, ed era destinato allo scolo di un tunnel più grande ad uso passeggeri. Il fallimento del progetto Thames Archway portò gli ingegneri a concludere che "un tunnel sotterraneo era irrealizzabile".
Tuttavia, l'ingegnere anglo-francese Marc Brunel si rifiutò di accettare questa conclusione. Nel 1814 propose all'imperatore Alessandro I di Russia un progetto per costruire un tunnel sotto il fiume Neva a San Pietroburgo. Questo progetto venne rifiutato (venne costruito un ponte) ma Brunel continuò a sviluppare idee per nuovi metodi.
Brunel brevettò lo scudo tunnel, un progresso rivoluzionario nella tecnologia, nel gennaio 1818. Nel 1823 realizzò un progetto per un tunnel tra Rotherhithe e Wapping, che sarebbe stato scavato usando il suo nuovo scudo. Il finanziamento fu presto trovato da investitori privati, incluso il Duca di Wellington. Nel 1824 fu costituita la Thames Tunnel Company e i lavori iniziarono nel febbraio 1825.
Il primo passo fu la costruzione di un grande pozzo sulla riva sud a Rotherhithe, a 46 metri dalla riva del fiume. Fu scavato assemblando, fuori terra, un anello di ferro di 15 metri di diametro. Fu poi costruito sopra un muro di mattoni, alto 12 metri, sormontato da una potente macchina a vapore per azionare le pompe di scavo. L'intero apparato venne stimato pesare 1.000 tonnellate. Il terreno sotto l'affilato bordo inferiore dell'anello veniva rimosso manualmente dagli operai di Brunel. L'intero manufatto affondava così gradualmente sotto il suo stesso peso, fendendo il terreno soffice come un enorme tagliapasta. Il pozzo si bloccò in un punto durante il suo affondamento poiché la pressione della terra intorno lo teneva saldamente in posizione. Era necessario un peso extra per farlo continuare nella sua discesa. Vennero pertanto aggiunti 50.000 mattoni come pesi temporanei, ma si resero conto che il problema era causato dal fatto che i lati del cilindro di ferro erano paralleli; anni dopo, quando fu costruito il pozzo Wapping, il cilindro era leggermente più largo nella parte inferiore rispetto a quella superiore. Questo disegno affusolato, non perfettamente cilindrico, fece sì che non si bloccasse. Nel novembre 1825 il pozzo di Rotherhithe era a posto e i lavori di scavo poterono iniziare.
Lo scudo del tunnel, costruito negli stabilimenti di Lambeth di Henry Maudslay e assemblato nel pozzo di Rotherhithe, fu la chiave per la costruzione del Thames Tunnel da parte di Brunel. The Illustrated London News ne descrisse il funzionamento:
()

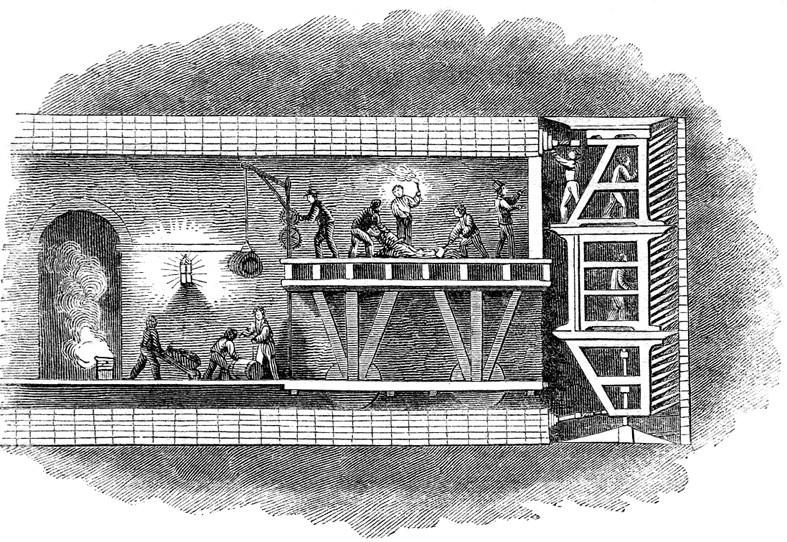
Scudo in uso durante la costruzione

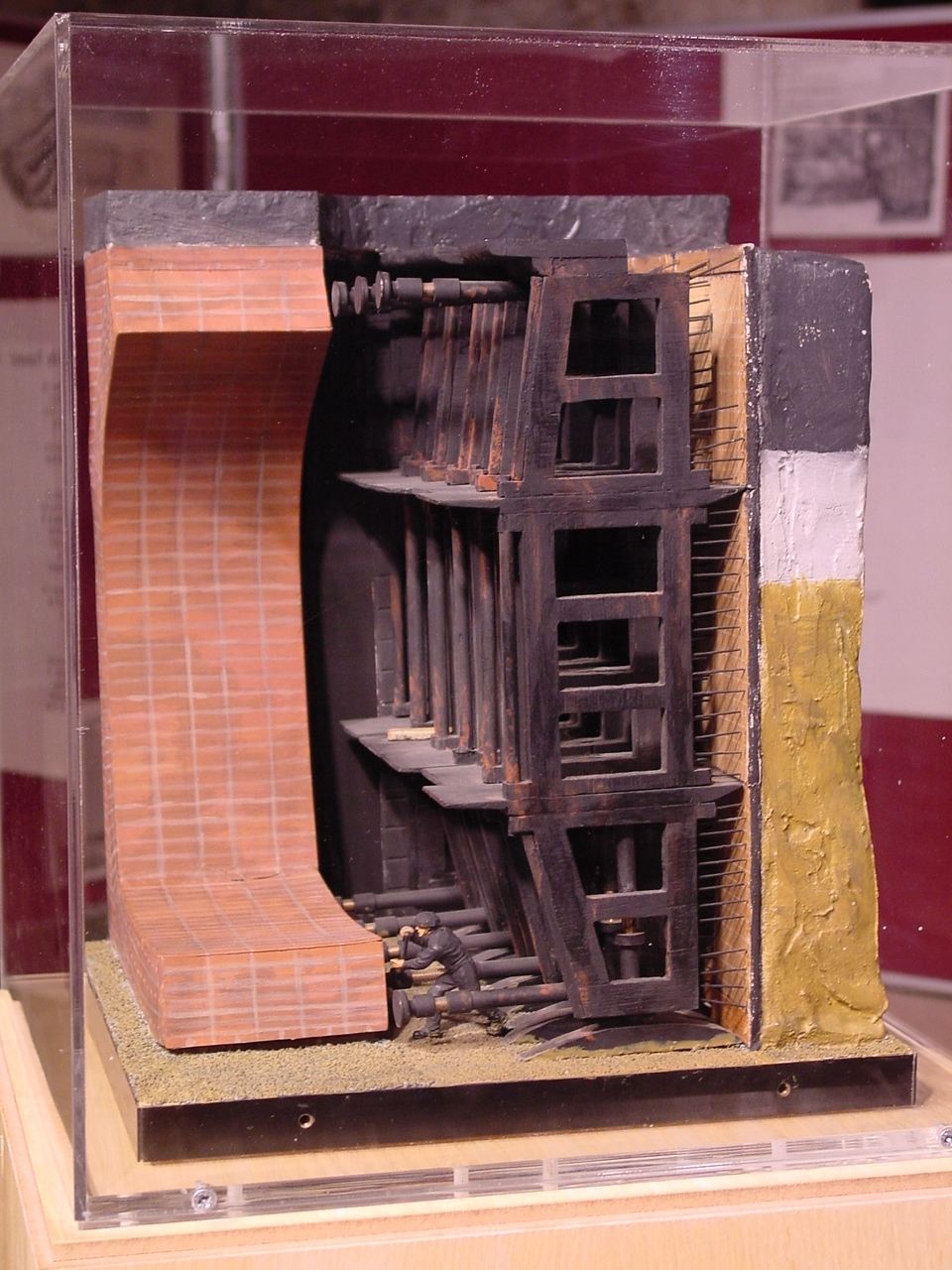
Un modello in scala dello scudo tunnel al Museo Brunel a Rotherhithe

Ciascuno dei dodici telai dello scudo pesava più di sette tonnellate. L'innovazione chiave dello scudo tunnel era il suo supporto per il terreno non rivestito davanti e intorno ad esso per ridurre il rischio di crolli. Tuttavia, molti lavoratori, incluso lo stesso Brunel, si ammalarono presto a causa delle cattive condizioni causate dall'acqua sporca carica di liquami che filtrava dal fiume soprastante. Questo liquame emetteva gas metano che veniva acceso dalle lampade a olio dei minatori. Quando l'ingegnere residente, John Armstrong, si ammalò nell'aprile 1826, il figlio di Marc, Isambard Kingdom Brunel, prese il suo posto all'età di 20 anni.
Il lavoro si sviluppò lentamente, procedendo di soli 3-4 metri la settimana. Per guadagnare qualcosa, i direttori della compagnia consentirono ai turisti di vedere lo scudo in funzione. Facevano pagare uno scellino per l'avventura e circa 600-800 visitatori al giorno approfittarono dell'opportunità.
Anche lo scavo era pericoloso. Il tunnel si allagò improvvisamente il 18 maggio 1827 dopo che erano stati scavati 168 metri. Isambard Kingdom Brunel abbassò una campana subacquea da una barca per riparare il buco sul fondo del fiume, lanciando sacchi pieni di argilla nella breccia nel tetto del tunnel. In seguito alle riparazioni e alla bonifica della galleria, vi tenne un banchetto.

#### Chiusura
Il tunnel si allagò di nuovo l'anno successivo, il 12 gennaio 1828, causando la morte di sei uomini. Isambard fu estremamente fortunato a sopravvivere; i sei uomini si erano diretti verso la tromba delle scale principali, poiché si sapeva che l'uscita di emergenza era chiusa a chiave. Isambard invece si diresse verso l'uscita chiusa. Un appaltatore di nome Beamish lo sentì e sfondò la porta, e tirò fuori Isambard privo di sensi rianimandolo. Fu mandato a Brislington, vicino a Bristol, per riprendersi; lì sentì parlare della competizione per costruire quello che divenne il ponte sospeso di Clifton.
Seguirono problemi finanziari, che portarono ad agosto a murare il tunnel appena dietro lo scudo e poi all'abbandono dei lavori per sette anni.

#### Completamento

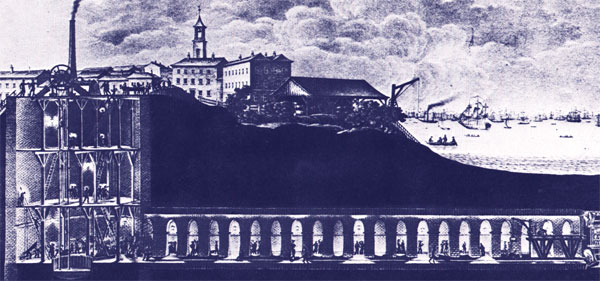
Lo scavo del Thames Tunnel come era probabilmente intorno al 1840

Nel dicembre 1834 Marc Brunel riuscì a raccogliere abbastanza denaro (incluso un prestito di £ 247.000 dal Tesoro) per continuare la costruzione.
A partire dall'agosto 1835 fu smontato e rimosso il vecchio scudo arrugginito e nel marzo 1836 fu assemblato sul posto il nuovo scudo, migliorato e più pesante.
Nonostante ulteriori inondazioni, (23 agosto e 3 novembre 1837, 20 marzo 1838, 3 aprile 1840) incendi e perdite di gas metano e idrogeno solforato, il resto del tunnel fu completato nel novembre 1841, dopo altri cinque anni e mezzo. I lunghi ritardi e le ripetute inondazioni resero il tunnel il bersaglio dell'umorismo metropolitano.
Il tunnel del Tamigi venne dotato di illuminazione, strade e scale a chiocciola durante il 1841-1842. Venne costruita una sala macchine, sul lato Rotherhithe, che ora ospita il Museo Brunel, per ospitare i macchinari per il drenaggio del tunnel. Il tunnel fu finalmente aperto al pubblico il 25 marzo 1843.

### Uso pedonale
Sebbene fosse stato un trionfo dell'ingegneria civile, il Thames Tunnel non fu un successo finanziario. Era costato 454.000 sterline per lo scavo e un altre 180.000 per l'allestimento, superando di gran lunga le stime dei costi iniziali. Le proposte per estendere l'ingresso per ospitare i veicoli su ruote fallirono a causa dei costi e venne utilizzato solo dai pedoni. Divenne un'importante attrazione turistica, attirando circa due milioni di persone all'anno, che pagavano ciascuno uno scellino per il passaggio, e divenne oggetto di canti popolari. Il viaggiatore americano William Allen Drew commentò che "Nessuno va a Londra senza visitare il Tunnel" e lo descrisse come "l'ottava meraviglia del mondo". Quando lo vide di persona, nel 1851, si dichiarò "un po' deluso" ma lasciò comunque una vivida descrizione del suo interno, che era più simile a un mercato sotterraneo che a un'arteria di trasporto.

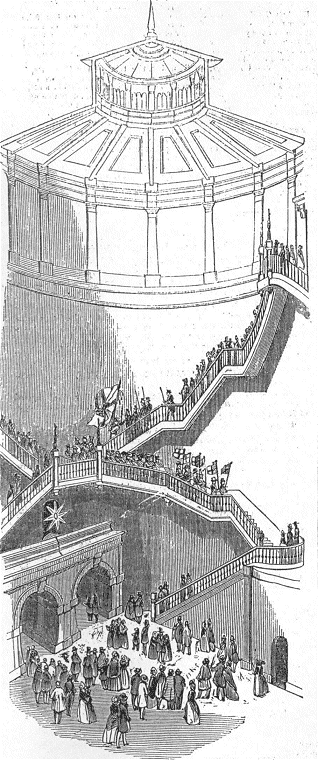
Pozzo d'ingresso al Thames Tunnel

Drew era forse caritatevole nella sua visione del tunnel, che divenne il ritrovo di prostitute e "ladri del tunnel" che si nascondevano sotto i suoi archi e derubavano i passanti. Lo scrittore americano Nathaniel Hawthorne, scrivendo nel 1855, aveva una visione molto più negativa del tunnel quando lo visitò pochi anni dopo Drew.

### Conversione in galleria ferroviaria

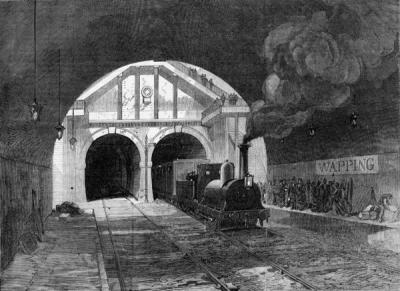
1870: vista di un treno che esce dal Thames Tunnel a Wapping

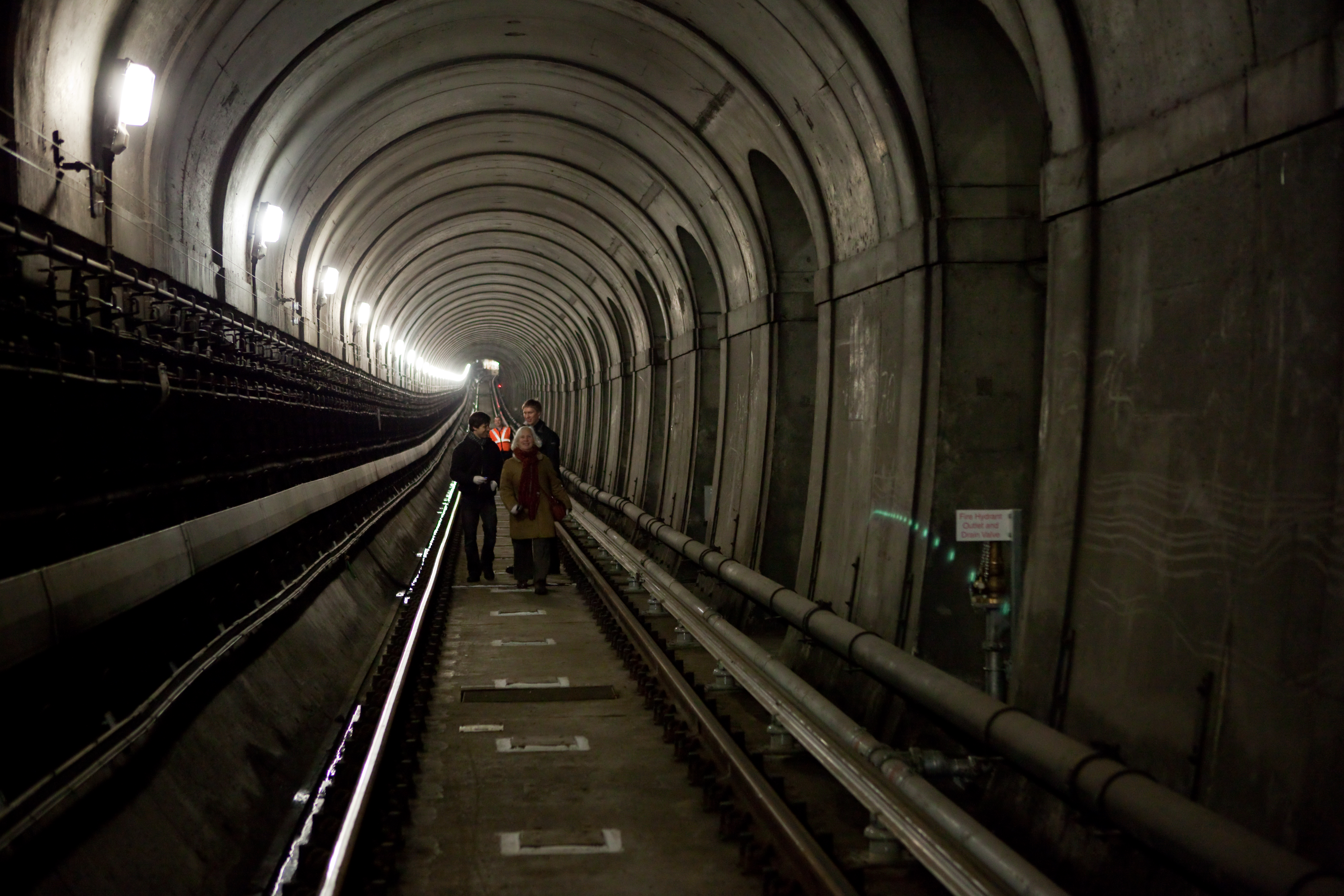
Dentro il tunnel, 2010

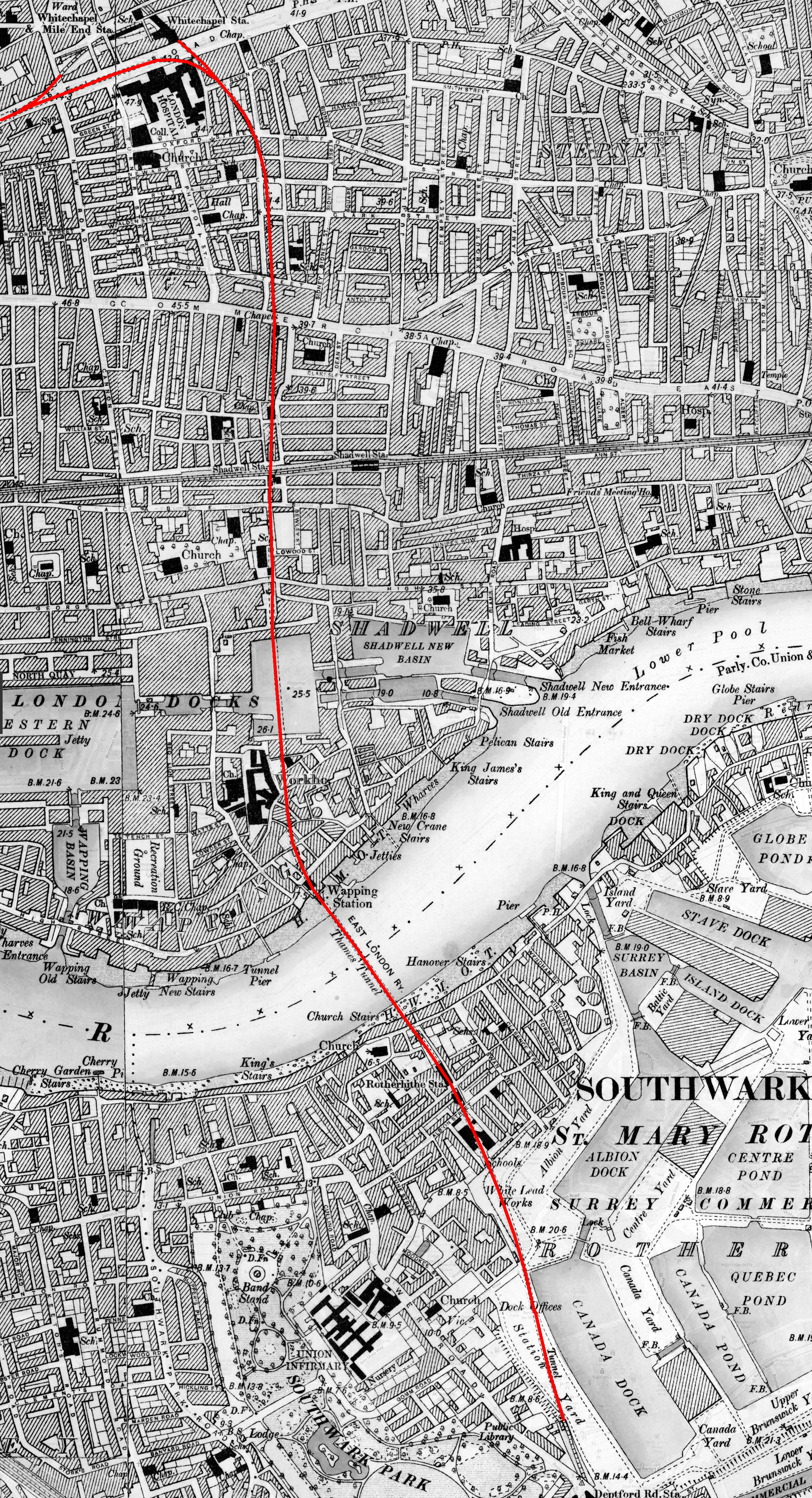
Percorso sotterraneo e approcci (evidenziati in rosso) al Thames Tunnel

Nel settembre 1865 il tunnel fu acquistato dalla East London Railway Company, un consorzio di sei ferrovie principali che cercava di utilizzarlo per fornire un collegamento ferroviario per merci e passeggeri tra Wapping (e in seguito Liverpool Street) e la South London Line. La generosa altezza libera del tunnel, derivante dall'intenzione originale degli architetti di ospitare carrozze trainate da cavalli, forniva anche una sagoma sufficiente per far passare i treni.
L'ingegnere della linea era Sir John Hawkshaw, anche lui noto, insieme a W.H. Barlow, per l'importante riprogettazione e il completamento del ponte sospeso di Clifton a Bristol, a lungo abbandonato da Isambard Brunel, che fu completato nel 1864.
Il primo treno attraversò il tunnel il 7 dicembre 1869. Nel 1884, il pozzo di costruzione in disuso del tunnel a nord del fiume fu riadattato per fungere da stazione di Wapping.
La East London Railway fu in seguito assorbita dalla metropolitana di Londra, della quale divenne la East London Line. Continuò ad essere utilizzata per i servizi merci fino al 1962. Ai tempi della metropolitana, il Thames Tunnel era il più antico pezzo sotterraneo dell'infrastruttura.
Era prevista la costruzione di un'intersezione tra la East London Line e l'estensione della Jubilee Line alla stazione di Canada Water. Poiché la costruzione avrebbe richiesto la chiusura temporanea della East London Line, si decise di cogliere l'occasione per eseguire la manutenzione a lungo termine del tunnel e così nel 1995 la East London Line venne chiusa per consentire la costruzione e la manutenzione. Il metodo di riparazione proposto per il tunnel era di sigillarlo contro le perdite mediante "calcestruzzo proiettato" con calcestruzzo, cancellando il suo aspetto originale, cosa che provocò una polemica che portò ad un aspro conflitto tra la metropolitana di Londra che desiderava completare l'opera nel modo più rapido ed economico possibile e gli interessi architettonici che desideravano preservare l'aspetto del tunnel. Gli interessi architettonici vinseno e il tunnel venne dichiarato monumento classificato di Grado II* il 24 marzo 1995 (giorno in cui la Metropolitana di Londra aveva programmato l'inizio dei lavori di manutenzione a lungo termine).
A seguito di un accordo per lasciare non trattato un breve tratto ad un'estremità del tunnel e di un trattamento migliore del resto, i lavori sono andati avanti e il tracciato è stato riaperto, molto più tardi di quanto originariamente previsto, nel 1998. Il tunnel è stato nuovamente chiuso a partire dal 23 dicembre 2007 per consentire la posa dei binari e le dimissioni per l'estensione della East London Line. I lavori di ampliamento hanno portato il tunnel a diventare parte della nuova London Overground. Dopo la sua riapertura, il 27 aprile 2010, è stato nuovamente utilizzato dai treni della linea principale.

### Influenza

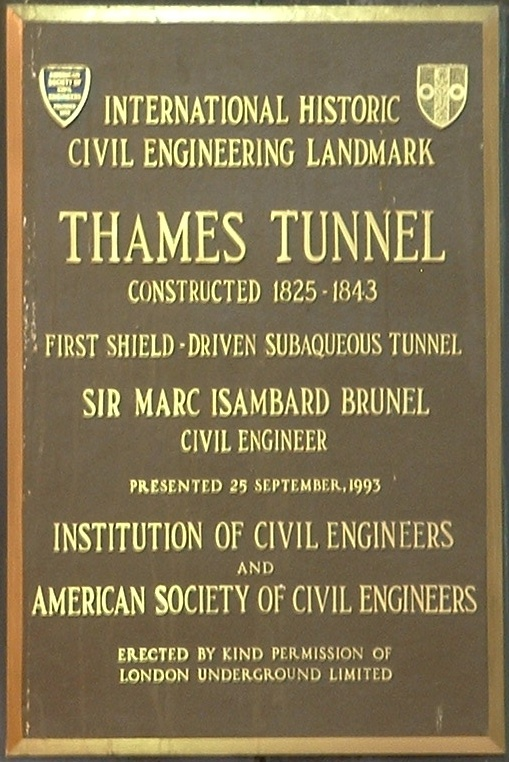
Targa commemorativa alla stazione della metropolitana di Rotherhithe prima che la linea East London fosse chiusa nel 2007

La costruzione del Thames Tunnel ha mostrato che era effettivamente possibile costruire tunnel sottomarini, nonostante il precedente scetticismo di molti ingegneri. Nei decenni successivi nel Regno Unito furono costruiti diversi nuovi tunnel sottomarini: la Tower Subway a Londra, il Severn Tunnel sotto il fiume Severn e il Mersey Railway Tunnel sotto il fiume Mersey. Lo scudo tunnel di Brunel venne successivamente perfezionato, con James Henry Greathead che svolse un ruolo particolarmente importante nello sviluppo della tecnologia.
Nel 1991, il Thames Tunnel è stato designato come monumento storico internazionale dell'ingegneria civile dall'American Society of Civil Engineers e dall'Institution of Civil Engineers.
Nel 1995 il tunnel è stato classificato al Grado II* in riconoscimento della sua importanza architettonica.
Nel 1835, il poeta Giacomo Leopardi parodiò la costruzione del Thames Tunnel nei versi 126-129 del poema "Palinodia al Marchese Gino Capponi".

## Visita
Nelle vicinanze di Rotherhithe, la sala macchine di Brunel (costruita per ospitare le pompe di drenaggio) è aperta ai visitatori come Museo Brunel.
Nel 1860, quando i treni iniziarono a passare attraverso il tunnel, il pozzo d'ingresso a Rotherhithe fu utilizzato per la ventilazione. La scala venne rimossa per ridurre il rischio di incendio. Nel 2011, è stata costruita una zattera di cemento vicino al fondo del pozzo, sopra i binari, quando il tunnel è stato aggiornato per la rete del London Overground. Questo spazio, con le pareti annerite dal fumo dei treni a vapore, fa parte del museo e funge a volte da sala per concerti e occasionalmente da bar. Sopra il pozzo è stato realizzato un giardino pensile. Nel 2016 l'atrio è stato aperto come spazio espositivo, con una scala che consente l'accesso al pozzo per la prima volta in oltre 150 anni.